# Демоль, Стефан
Стефан Огюст Эрнест Демоль (нидерл. Stéphane Auguste Ernest N. Demol; 11 марта 1966, Ватермаль-Буафор — 22 июня 2023, Брюссель) — бельгийский футболист и футбольный тренер. В качестве игрока известен по выступлениям за «Порту», «Андерлехт» и сборную Бельгии. Участник чемпионатов мира 1986 и 1990 годов.

## Клубная карьера
Демоль воспитанник футбольной академии клуба «Андерлехт». В 1984 году он дебютировал за команду в Жюпиле лиге. В своём первом сезоне Стефан завоевал Кубок Бельгии и стал чемпионом страны. На протяжении четырёх лет Демоль выигрывал с «Андерлехтом» титулы, но ему не всегда находилось место в основном составе. В 1988 году он перешёл в итальянскую «Болонью». Стефан помог новой команде выйти в Серию А, после чего перешёл в «Порту». В Португалии он выиграл Сангриш лигу и забил рекордные для защитника 11 мячей. Сезон 1990/1991 Демоль выступал за французскую «Тулузу», после чего вернулся на родину, где помог льежскому «Стандарду» завоевать национальный кубок.
После ухода из «Стандарда», карьера Стефана пошла на спад. В 1993 году он отыграл сезон за «Серкль Брюгге», а затем были португальская «Брага», греческий «Паниониос», швейцарский «Лугано», французский «Тулон». В 1999 году Демоль завершил карьеру в «Дендере», после чего стал играющим тренером клуба одного из низших дивизионов «Халле».

## Международная карьера
23 апреля 1986 года в товарищеском матче против сборной Болгарии Демоль дебютировал за сборную Бельгии. В 1986 году он впервые поехал на чемпионат мира в Мексику. На турнире Стефан принял участие во встречах против сборных Ирака, Мексики, Испании, Парагвая, Аргентины, СССР и Франции. Именно в матче против СССР при счете 2:2 Демоль забил свой единственный мяч за сборную (Бельгия победила 4:3).
В 1990 году он был включён в заявку национальной команды на участие в чемпионате мира в Италии. На турнире он сыграл в матчах против сборных Испании, Уругвая, Южной Кореи и Англии.

## Смерть
Скончался 22 июня 2023 года в возрасте 57 лет.
Похоронен в городе Берсел.

## Достижения
«Андерлехт»
- Чемпион Бельгии (3): 1984/85, 1985/86, 1986/87
- Обладатель Кубка Бельгии (2): 1984/85, 1987/88

«Порту»
- Чемпион Португалии: 1989/90

«Стандард»
- Обладатель Кубка Бельгии: 1992/93